# Roy Myers
Roy Anthony Myers Francis (Puerto Limón, 13 de abril de 1969) é um ex-futebolista costarriquenho que atuava como meia-atacante.

## Carreira

### Clubes
Sua carreira é mais ligada ao Saprissa, clube onde jogou entre 1991 e 1998 e em 2001. Também teve passagem pelo futebol dos EUA (MetroStars E Los Angeles Galaxy), no México (Pachuca), no Uruguai (Peñarol) e na Colômbia (Tolima)
El Maravilloso, como era conhecido pelo seu talento em campo, aposentou-se em 2004, ao serviço do Cartaginés.

## Seleção
Myers disputou a Copa de 1990, a primeira disputada pela Seleção Costarriquenha. Ainda jovem (tinha apenas 21 anos durante o torneio), jogou apenas 19 minutos contra o Brasil.
Ele jogaria mais 9 anos pelos Ticos, disputando 3 edições da Copa Ouro e a Copa América de 1997. Encerrou a carreira internacional em 2000, num jogo frente a Barbados, válido pelas eliminatórias da Copa de 2002, a qual não viria a ser convocado.